# Dunluce Castle

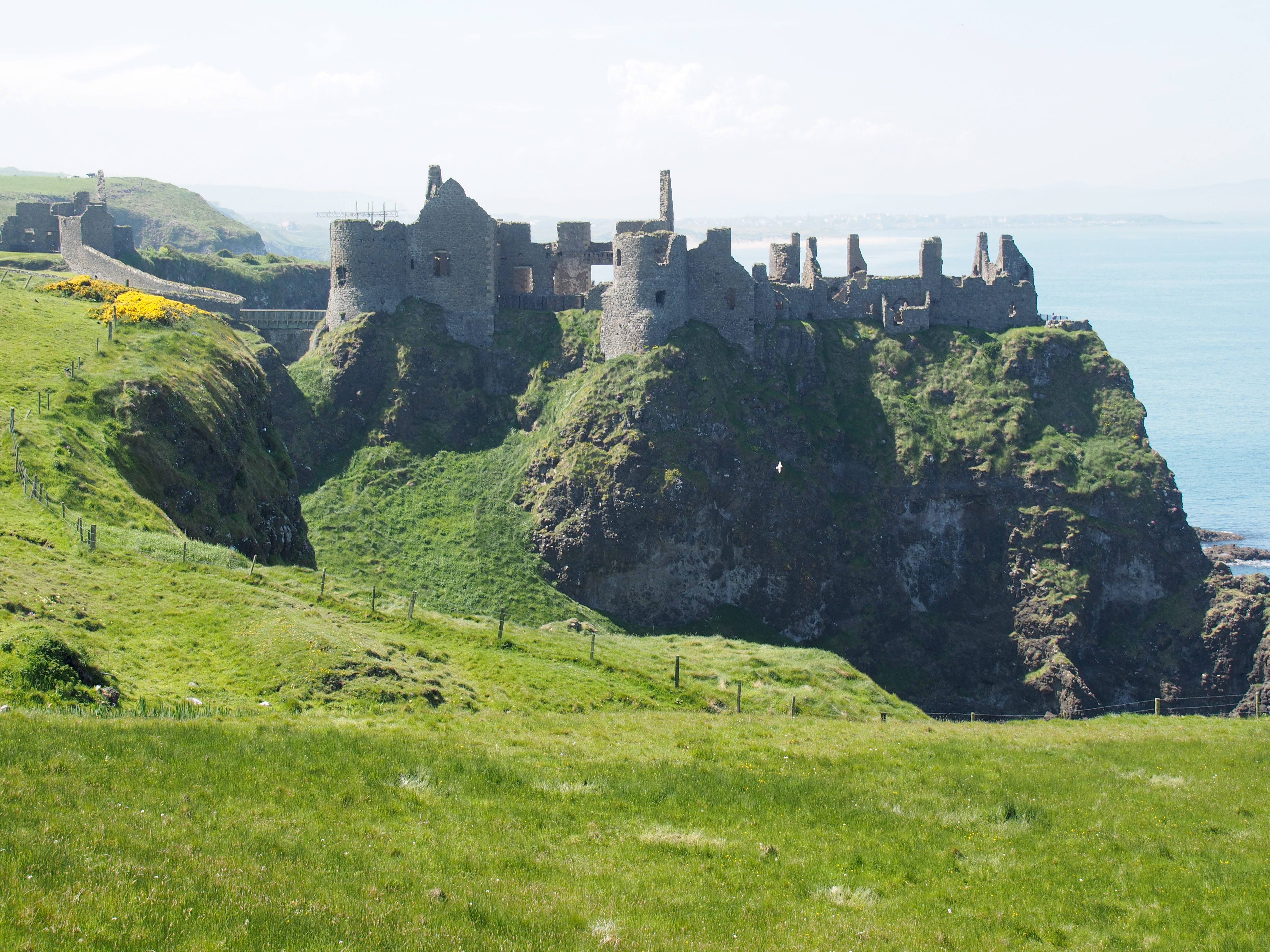
Dunluce Castle

Bei Dunluce Castle (irisch: Caisleán Dhún Libhse) handelt es sich um eine der größten Ruinen einer mittelalterlichen Burg in Irland. Es befindet sich auf einem Basaltfelsen an der stark zerklüfteten Nordküste der Insel, zwischen den Ortschaften Portballintrae und Portrush im County Antrim in Nordirland.
Die Ursprünge der Burg reichen weit zurück, auf dem Basaltfelsen soll sich ein vorchristliches Ringfort befunden haben. Dokumentiert ist, dass der Besitz im Jahre 1513 in den Händen der Familie McQuillan war. Die Burg wurde oft belagert und im Jahre 1584 von den MacDonnells übernommen. Am 26. Oktober 1588 lief nahe Dunluce Castle ein Schatzschiff der Spanischen Armada auf Grund; dieses wurde geplündert und der Erlös zur Verschönerung der Burg verwendet.
In der Mitte des 17. Jahrhunderts wurde die Burg aufgegeben, der Legende nach, weil den Eigentümern das Brausen des Meeres zu laut geworden sei. Gemäß einer anderen Version soll die Aufgabe der Burg damit in Zusammenhang stehen, dass 1639 die neu errichtete Küche mitsamt Personal ins Meer abgerutscht ist. Der Zeitpunkt dieses Ereignisses ist jedoch strittig, da auf Bildern aus dem frühen 19. Jahrhundert die Burg noch vollständig erhalten ist. Der Abbruch der Felskante wäre demnach erst später erfolgt.